# Caradrina kashmiriana
Caradrina kashmiriana là một loài bướm đêm trong họ Noctuidae.